# أوريان نيلسن
أوريان نيلسن (بالإنجليزية: Ørjan Nilsen) (النطق النرويجي: [ːɾøːɾjɑn ˈniːlsn̩] من مواليد 14 يونيو 1982). هو منتج نرويجي ويحتل له مكانة ضمن أفضل 250 دي جي حسب الاستطلاع السنوي الذي أجرته دي جي ماج. كان أول ألبوم الاستوديو له بعنوان In My Opinion في عام 2011، وأصدر ألبوم الاستوديو الثاني No Saint Out of Me في عام 2013. وغالبا ما كانت تتميز أعماله بالتعاونات التي كان يجريها مع أرمين فان بيورن وكوسميك غايت وباريس هيلتون وفيتغراينغ من بين آخرين.

## روابط خارجية
- أوريان نيلسن على موقع ميوزك برينز (الإنجليزية)
- أوريان نيلسن على موقع ديسكوغز (الإنجليزية)